# A szállító epizódjainak listája
Ez a szócikk A szállító című sorozat epizódjait listázza.

## Évadáttekintés
| Évad | Évad | Részek száma | Részek száma | Eredeti sugárzás  | Eredeti sugárzás   | Eredeti adó | Magyar sugárzás      | Magyar sugárzás     | Magyar adó |
| Évad | Évad | Részek száma | Részek száma | Évadbemutató      | Évadzáró           | Eredeti adó | Évadbemutató         | Évadzáró            | Magyar adó |
| ---- | ---- | ------------ | ------------ | ----------------- | ------------------ | ----------- | -------------------- | ------------------- | ---------- |
|      | 1.   | 12           | 12           | 2012. október 11. | 2013. január 3.    | RTL         | 2013. szeptember 22. | 2013. december 8.   | RTL Klub   |
|      | 2.   | 12           | 12           | 2014. október 5.  | 2014. december 14. | RTL         | 2018. július 14.     | 2018. augusztus 25. | RTL Klub   |

## Első évad (2012-2013)
| Sor. | Év. | Cím                                  | Rendező                      | Író | Premier              | Gyártási szám |
| ---- | --- | ------------------------------------ | ---------------------------- | --- | -------------------- | ------------- |
| 1.   | 1.  | A párizsi csomag (Trojan Horsepower) | Brad Turner                  | Történet: Mahin Choudhary & David Kashyap Forgatókönyv: Steve Lightfoot                                 | 2013. szeptember 22. | 101           |
| 2.   | 2.  | A tábornok lánya (Payback)           | Brad Turner & Bruce McDonald | Történet: Alexander Ruemelin, Joseph Mallozzi & Paul Mullie Forgatókönyv: Joseph Mallozzi & Paul Mullie | 2013. szeptember 29. | 102           |
| 3.   | 3.  | Cápák (The General's Daughter)       | Stephen Williams             | Alexander Ruemelin, Joseph Mallozzi & Paul Mullie                                                       | 2013. október 6.     | 103           |
| 4.   | 4.  | Apai szív (Harvest)                  | Andy Mikita & Brad Turner    | Carl Binder                                                                                             | 2013. október 13.    | 104           |
| 5.   | 5.  | 12 óra (Dead Drop)                   | T.J. Scott                   | Történet: Benjamin Sokolowski Forgatókönyv: Carl Binder & Steve Bailie                                  | 2013. október 20.    | 105           |
| 6.   | 6.  | Családi örökség (Hot Ice)            | Brad Turner                  | Steve Bailie                                                                                            | 2013. október 27.    | 106           |
| 7.   | 7.  | Visszavágó (Give the Guy a Hand)     | George Mihalka               | Katie Ford                                                                                              | 2013. november 3.    | 107           |
| 8.   | 8.  | A szerelem városa (Sharks)           | Bruce McDonald               | Joseph Mallozzi & Paul Mullie                                                                           | 2013. november 10..  | 108           |
| 9.   | 9.  | A tégla (City of Love)               | Brad Turner & Andy Mikita    | Alexander Ruemelin                                                                                      | 2013. november 17.   | 109           |
| 10.  | 10. | Véres gyémánt (Switch)               | Andy Mikita                  | Joseph Mallozzi & Paul Mullie                                                                           | 2013. november 24.   | 110           |
| 11.  | 11. | A kéz (12 Hours)                     | Bruce McDonald & Brad Turner | Carl Binder                                                                                             | 2013. december 1.    | 111           |
| 12.  | 12. | Keresd a nőt! (Cherchez La Femme)    | Brad Turner                  | Steve Lightfoot                                                                                         | 2013. december 8.    | 112           |

## Második évad (2014-2015)
| Sor. | Év. | Cím                                            | Rendező             | Író                                | Premier             | Gyártási szám |
| ---- | --- | ---------------------------------------------- | ------------------- | ---------------------------------- | ------------------- | ------------- |
| 13.  | 1.  | A kis szemtanú (2B Or Not 2B)                  | Eric Valette        | Frank Spotnitz                     | 2018. július 14.    | 201           |
| 14.  | 2.  | Katonadolog (Boom)                             | Erik Canuel         | Ben Harris                         | 2018. július 21.    | 202           |
| 15.  | 3.  | A primadonna (Beacon of Hope)                  | Stefan Pleszczynski | Francesca Gardiner                 | 2018. július 21.    | 203           |
| 16.  | 4.  | Keresd a nőt! (We Go Back)                     | Eric Valette        | Frank Spotnitz                     | 2018. július 28.    | 204           |
| 17.  | 5.  | Szerepcsere (Euphro)                           | Eric Canuel         | Jeffrey Allan Schechter            | 2018. július 28.    | 205           |
| 18.  | 6.  | Prágai meló (Diva)                             | Stefan Pleszczynski | Smita Bhide                        | 2018. augusztus 4.  | 206           |
| 19.  | 7.  | Ellenséges terület (Sex, Lies and Video Tapes) | Stefan Pleszczynski | Frank Spotnitz                     | 2018. augusztus 4.  | 207           |
| 20.  | 8.  | Szaharai kaland (T2)                           | P. J. Pesce         | Amira El Nemr & Francesca Gardiner | 2018. augusztus 11. | 208           |
| 21.  | 9.  | Megzsarolva (Trust)                            | Eric Valette        | Ben Harris                         | 2018. augusztus 11. | 209           |
| 22.  | 10. | Győzni mindenáron (Chimera)                    | P.J. Pesce          | Jeffrey Allan Schechter            | 2018. augusztus 18. | 210           |
| 23.  | 11. | Reménysugár (Sixteen Hands)                    | Gregory Lemaire     | Smita Bhide                        | 2018. augusztus 18. | 211           |
| 24.  | 12. | Végjáték (Endgame)                             | Eric Valette        | Frank Spotnitz & Ben Harris        | 2018. augusztus 25. | 212           |